# Cantone di Montier-en-Der
Il Cantone di Montier-en-Der era una divisione amministrativa dell'Arrondissement di Saint-Dizier.
A seguito della riforma approvata con decreto del 17 febbraio 2014, che ha avuto attuazione dopo le elezioni dipartimentali del 2015, è stato soppresso.

## Composizione
Comprendeva 12 comuni:
- Ceffonds
- Droyes
- Frampas
- Laneuville-à-Rémy
- Longeville-sur-la-Laines
- Louze
- Montier-en-Der
- Planrupt
- Puellemontier
- Robert-Magny
- Sommevoire
- Thilleux

Fino al 1º gennaio 2012 esisteva il comune di Robert-Magny-Laneuville-à-Rémy, in tale data è stato diviso in due unità separate, Robert-Magny e Laneuville-à-Rémy.